# Референдум в Гренландии по вопросу самоуправления (1979)
Консультативный референдум о самоуправлении был проведён в Гренландии 17 января 1979 года. Более 70,1 % избирателей проголосовали за большую автономию от Дании, что привело к созданию парламента Гренландии и обретению суверенитета Гренландией в таких сферах как образование, здравоохранение, рыболовство и окружающая среда.
В результате референдума самоуправление вступило в силу 1 мая 1979 года, и Гренландия стала автономной составной частью Королевства Дания.

## Результаты
| Да или нет                        | Голосов | Процент  |
| --------------------------------- | ------- | -------- |
| Да                                | 12756   | 70,1 %   |
| Нет                               | 4703    | 25,8 %   |
| Действительных голосов            | 17459   | 95,9 %   |
| Недействительных голосов          | 743     | 4,1 %    |
| Всего голосов                     | 18202   | 100,00 % |
| Явка                              | 63,3 %  | 63,3 %   |
| Электорат                         | 28889   | 28889    |
| Источник: Folketingsårbog 1978–79 |         |          |